# Caracenilla
Caracenilla es una localidad española del municipio conquense de Huete, en la comunidad autónoma de Castilla-La Mancha. 

## Ubicación
Se encuentra situada en la ladera de un pequeño monte, en el valle del río Mayor. Confina con las siguientes localidades:
- Al norte con Bonilla.
- Al este con Castillejo del Romeral y Valdecolmenas de Abajo.
- Al sur con Pineda de Gigüela.
- Al oeste con Verdelpino de Huete.
- Al noroeste con Saceda del Río.

## Historia
Se cree que Caracenilla surgió a principios del siglo XIII. Según se cuenta, fue fundada por lugareños de Caracena (Soria) que participaron en la conquista cristiana de la península ibérica y se asentaron en la actual Caracenilla, de ahí su nombre.
Así se describe a Caracenilla en el tomo V del Diccionario geográfico-estadístico-histórico de España y sus posesiones de Ultramar, obra impulsada por Pascual Madoz a mediados del siglo XIX:

Villa con ayuntamiento en la provincia y diócesis de Cuenca (6 leguas), partido judicial de Huete (2), audiencia territorial de Albacete (30), capitanía general de Castilla la Nueva (Madrid 17); Situada en un llano a la parte N de un monte de roble; el clima es bueno, los vientos más frecuentes los del N y S, y las tercianas las enfermedades más comunes; tiene 120 casas, salas consistoriales, cárcel, escuela de primeras letras dotada con 1.100 reales y concurrida por 31 niños; iglesia parroquial de primer ascenso (Santo Domingo de Silos y San José) servida por un cura y un teniente para la de Caracena que le es aneja y se halla a distancia de una legua; el edificio es magnífico interior y exteriormente, y fue construido a fines del siglo pasado por Don Joaquín de León, canónigo de Cuenca; sobre un cerrito hay una preciosa ermita (Las Ánimas) edificada en el presente siglo a expensas del mismo Señor canónigo; otra (San Pedro Apóstol) en estado ruinoso, una fuente de buen agua dentro del pueblo, y varias en el término. Éste confina al N con el de Bonilla; E Val de Colmenas de Abajo; S Verdelpino; O Pineda, y en él se encuentra el despoblado Uterviejo; el terreno es de buena y mediana calidad, hay en sus orillas bastantes huertecillos, y hacia la parte S una monte de mata parda. Le atraviesa el riachuelo Canda y varios caminos en regular estado que conducen a los pueblos limítrofes. La correspondencia se trae por un valijero de la administración de Huete los lunes, jueves y sábados, y se lleva en estos dos últimos días y los martes. Producciones: trigo, cebada, avena, centeno, escaña, judías, garbanzos, patatas, legumbres, azafrán, vino y aceite, todo de buena calidad; hay cría de ganado mular, asnal y lanar; caza de liebres, conejos y perdices, y pesca de peces y algunas anguilas. Industria: varios telares de lienzo y lana y dos molinos harineros contiguos a la villa. Se extrae granos, vino, aceite y ganado lanar. Población: 117 vecinos, 465 almas. Capital productivo: 7.239 reales 3 maravedíes; Imponible: 71.427; importe de los consumos: 7.239 reales 3 maravedíes; el presupuesto municipal asciende a 2.772, y se cubre con los producto de un horno de poya y reparto vecinal.
Diccionario geográfico-estadístico-histórico de España y sus posesiones de Ultramar

## Demografía
| Gráfica de evolución demográfica de Caracenilla entre 1842 y 1970 |
| |
| Población de derecho según los censos de población del INE Población de hecho según los censos de población del INEEntre el censo de 1857 y el anterior, crece el término del municipio porque incorpora a Caracena Entre el censo de 1981 y el anterior, este municipio desaparece porque se integra en el municipio 6112 (Huete) |

Evolución de la población
| Gráfica de evolución demográfica de Caracenilla entre 2000 y 2017  |
|                                                                    |
| Población de derecho (2000-2017) según el padrón municipal del INE |

## Economía
Carecenilla vive fundamentalmente de la agricultura y del turismo.

## Patrimonio histórico-artístico
Destacan la iglesia de San José y de Santo Domingo de Silos,
del siglo XVIII, construida por Juan de Toca (iglesia neoclásica con planta de cruz latina con cúpula y cimborrio) y la ermita de la Inmaculada Concepción, de principios del siglo XIX (neoclásica con planta de cruz latina, cúpula y bóveda de medio cañón). La iglesia está dedicada a san José y santo Domingo de Silos.

## Fiestas
Se celebran el 14 de septiembre en honor al Santo Cristo de la Luz.